# Pozo Nuevo
Pozo Nuevo är en ort i Mexiko.   Den ligger i kommunen Comitán Municipality och delstaten Chiapas, i den sydöstra delen av landet, 800 km öster om huvudstaden Mexico City. Pozo Nuevo ligger 1 628 meter över havet och antalet invånare är 323.
Terrängen runt Pozo Nuevo är platt åt sydost, men åt nordväst är den kuperad. Runt Pozo Nuevo är det ganska tätbefolkat, med 100 invånare per kvadratkilometer. Närmaste större samhälle är Comitán, 7,5 km väster om Pozo Nuevo. I omgivningarna runt Pozo Nuevo växer huvudsakligen savannskog.